# Antona atrobasalis
Antona atrobasalis là một loài bướm đêm thuộc phân họ Arctiinae, họ Erebidae.